# 石刀神社

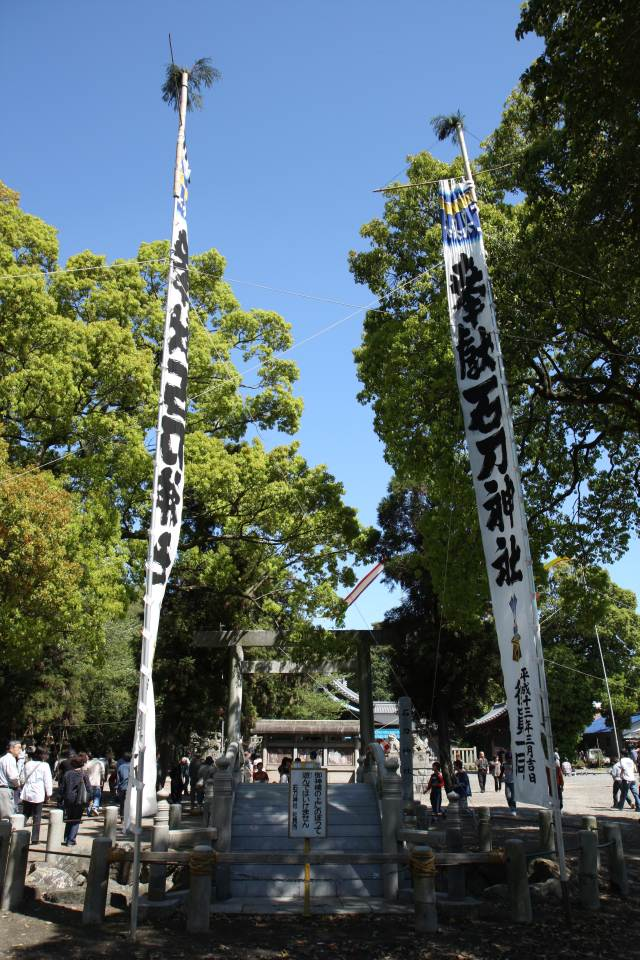
石刀神社

石刀神社（いわとじんじゃ）は、愛知県一宮市今伊勢町（旧尾張国中島郡）にある神社。式内社で、旧社格は県社。
毎年4月に行われる「石刀祭り」では、3輌の山車が曳かれる。
尚、式内社の「石刀神社」は、この一宮市今伊勢町の「石刀神社」のほかに、一宮市浅井町の「石刀神社」、岐阜県羽島市桑原町の「八剣神社」が該当する説もある。羽島市桑原町の「八剣神社」は一宮市今伊勢町の「石刀神社」の旧地と推測される。一宮市浅井町の「石刀神社」は石刀神社（一宮市浅井町）を参照。

## 概況
崇神天皇の代、石刀社として創建されたという。
創建された地は尾張国中島郡四条と伝えられている。現在も一宮市には三条という地名が残り、その北部の一宮市から岐阜県羽島市付近と考えられる。その後、檀林皇后（嵯峨天皇皇后）によって現在の地近くに移転したという。現在地への移転は14世紀ころと言われている。
江戸時代に三明神社に改称している。これは伊勢神宮の分社を合祀したことからである。この地は古くから伊勢神宮の神戸であった。
1600年（慶長5年）、西へ向けて進軍中の徳川家康が訪れ参拝する。そのさい三明神社に陣を設置したので、社殿の破損、建造物の一部が取り壊されてしまう。関ヶ原の戦い後の1608年（慶長13年）に再建される。この再建を祝って始まったのが石刀祭りとされる。
1938年（昭和13年）に石刀神社と改称し、1940年（昭和15年）県社になる。

## 祭神

### 主神
- 手力雄命
- 豊斟渟尊
- 国常立尊
- 国狹槌尊

### 合祀
- 天照大神
- 伊弉冉尊
- 豊宇気毘賣神
- 菊理媛命
- 大己貴命

など

## 文化財

### 愛知県指定文化財
- 石刀祭（無形民俗）

### 一宮市指定文化財
- 石刀神社祭礼用山車（有形民俗）
- 経筒（工芸） - 応永三年（1396年）の銘がある。
- 懸仏（工芸） - 応安元年（1368年）の銘がある。
- 釣灯籠 - 江戸時代

## 所在地
- 愛知県一宮市今伊勢町馬寄石刀2

## 交通機関
- 名鉄名古屋本線 石刀駅より徒歩で約15分。
- i-バス：一宮コース「馬寄」バス停下車、徒歩で約12分。

## 石刀祭り
石刀神社の祭礼で、毎年4月19日の直後の日曜日に山車が曳かれる。
山車は戦前までは5輌があった。しかし、太平洋戦争の空襲で2輌が焼失し、現在は3輌である。

## 石刀神社（一宮市浅井町）
石刀神社（一宮市浅井町）は、愛知県一宮市浅井町にある神社である。尾張国中島郡の式内社「石刀神社」という説がある。しかしこの地域は尾張国葉栗郡であり、疑問視されている。しかし、同じように尾張国中島郡の式内社である「小塞神社」が、一宮市浅井町の小塞神社と推測されていること。この地域は木曽川の氾濫の多発地帯であり、その影響で平安時代との郡境がはっきりと分かっていないとの説もあることから、この地域も中島郡であった可能性がある。
毎年8月第1土曜日に黒岩石刀祇園祭りが行われ、1台の山車が曳かれる。
2016年（平成28年）3月22日に一宮市無形民俗文化財に指定される。

### 概況
崇神天皇の代、創建されたという。
祭神は八倉比売神とされているが、現在も正式な社殿はなく、巨岩を神体としている。御神体の巨岩は、長さ約6尺、幅約4尺の漆黒の岩で、太陽の光で黄金色に輝くという。この岩は胴体岩ともいう。境外に約6尺四方の巨岩（尾岩）がある。祭祀対象が岩であることから、古代の崇拝の形態が残っているといえる。
江戸時代は「黒岩天王」と称していたという。明治時代に石刀神社に改称したという。

### 交通機関
- 名鉄バス「河田黒岩」バス停下車。
  - 名鉄名古屋本線・尾西線 名鉄一宮駅、JR東海道本線 尾張一宮駅（名鉄一宮駅バスターミナル3番のりば）より「宮田本郷」・「川島」行きに乗車。
  - 名鉄犬山線 江南駅より「川島」行きに乗車。

※ 注意：「河田黒岩」バス停は2箇所ある。最寄りは名鉄一宮駅 - 宮田本郷、江南駅 - 川島のバス停で、石刀神社まで徒歩で約5分。名鉄一宮駅 - 川島のバス停から石刀神社まで徒歩で約8分。